# Crash! Boom! Bang! (àlbum)
Crash! Boom! Bang! és el cinquè álbum de la banda Roxette (quart d'estudi), realitzat el 1994. En tindria cinc senzills: "Sleeping in My Car", "Crash! Boom! Bang!", "Fireworws", "Run to You" i "Vulnerable".
A Europa va estar No.1 a Suècia i Suïssa; i el No.2 a Alemanya i Austràlia. Però, als Estats Units fou distribuït a través dels restaurants McDonalds denominat Favorites from Crash! Boom! Bang! amb només deu pistes de l'original.

## Llista de cançons
1. "Harleys & Indians (Riders in the Sky)" - 3:15
2. "Crash! Boom! Bang!" - 5:02
3. "Fireworks" - 3:58
4. "Run to You" - 3:39
5. "Sleeping in My Car" - 3:47
6. "Vulnerable" - 5:03
7. "The First Girl on the Moon" - 3:11
8. "Place Your Love" - 3:09
9. "I Love the Sound of Crashing Guitars" - 4:49
10. "What's She Like?" - 4:16
11. "Do You Wanna Go the Whole Way" - 4:11
12. "Lies" - 3:41
13. "I'm Sorry" - 3:10
14. "Love Is All (Shine Your Light on Me)" - 6:41
15. "Go to Sleep" - 3:58

- L'edició del CD del Japó inclou una cançó bonus (pista dotze), es tracta de "Almost Unreal" que pertany a la banda sonora del film Mario Bros.